# Steinigtwolmsdorf
Steinigtwolmsdorf (obersorbisch Wołbramecy, oberlausitzisch-umgangssprachlich Wunsdurf) ist eine Gemeinde im Landkreis Bautzen im Südosten des Freistaates Sachsen, direkt an der Grenze zu Tschechien.

## Geographie und Verkehr
Steinigtwolmsdorf liegt im Süden des Landkreises Bautzen mitten im Oberlausitzer Bergland. Es befindet sich etwa 13 km südöstlich von Bischofswerda und ca. 14 km südwestlich der Kreisstadt Bautzen. Steinigtwolmsdorf liegt an der Bundesstraße 98 (Bischofswerda – Oppach – Zittau). Der nächste Haltepunkt ist der Haltepunkt Neukirch (Lausitz) Ost an der Bahnstrecke Bautzen–Bad Schandau.

### Nachbargemeinden
|                                                         | Wilthen                            | Schirgiswalde-Kirschau           |
| Neukirch/Lausitz                                        |                                    | Sohland/Spree                    |
| Neustadt in Sachsen (Lkr. Sächs. Schweiz-Osterzgebirge) | Lobendava (Lobendau) (Okres Děčín) | Lipová (Hainspach) (Okres Děčín) |

## Geschichte

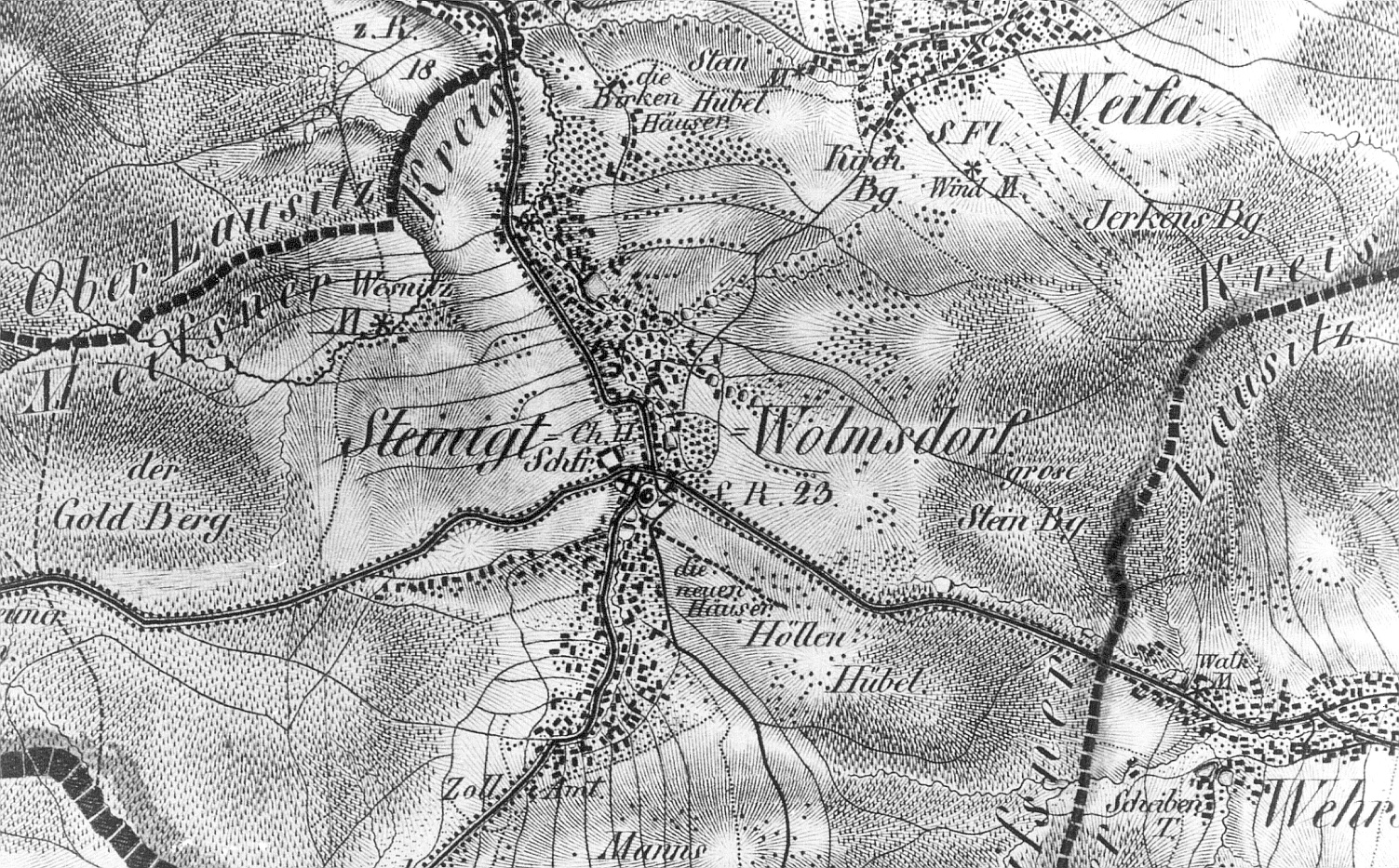
Karte von Oberreit mit Steinigtwolmsdorf von 1821/22

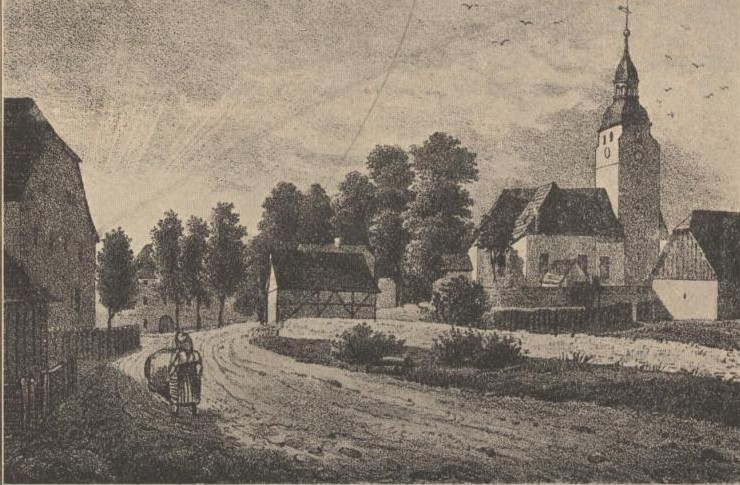
Steinigtwolmsdorf um 1840

Der Hauptort Steinigtwolmsdorf wurde um das Jahr 1250 gegründet. 1442 erfolgte in schriftlichen Quellen die erste Erwähnung von „Stenychtem Wolffersdorfe“.
Nach einer kleinen Holzkapelle im Jahre 1262 wurde im Jahre 1363 die erste Kirche am heutigen Standort errichtet.
Die ersten nachweisbaren Lehensbesitzer des Ortes, die Herren von Hermsdorf, besaßen Steinigtwolmsdorf von 1340 bis 1399.
Um 1459 ließen die Grundherren von Haugwitz auf dem Birkgut eine Schäferei erbauen. Zur Einweihung pflanzte man im Hofe der Schäferei Linden. Eine davon steht noch heute und ist eine der ältesten Linden in der Lausitz. Der Stammumfang beträgt über 8 m und der Stammdurchmesser 2,55 m.

### Einwohnerentwicklung
| Jahr    | Einwohner                     |
| 1586/87 | 46 besessene Mann, 10 Hufen   |
| 1764    | 29 besessene Mann, 28 Gärtner |
| 1834    | 1.454                         |
| 1871    | 2.124                         |
| 1890    | 2.418                         |
| 1910    | 2.453                         |
| 1925    | 2.369                         |
| 1939    | 2.365                         |
| 1946    | 2.603                         |
| 1950    | 2.720                         |
| 1964    | 2.629                         |
| 1990    | 2.101                         |
| 2000    | 3.571                         |

Quelle: Das Historische Ortsverzeichnis von Sachsen

## Politik
- BüBew: 8
- Dk S: 3
- CDU: 3

### Gemeinderat
Seit der Gemeinderatswahl am 9. Juni 2024 verteilen sich die Sitze im Gemeinderat wie folgt:
- Bürgerbewegung: 8 Sitze
- Dorfkultur e. V. Steinigtwolmsdorf: 3 Sitze
- CDU: 3 Sitze

| Liste                              | 2024   | 2024   | 2019   | 2019   | 2014   | 2014   |
| Liste                              | Sitze  | in %   | Sitze  | in %   | Sitze  | in %   |
| ---------------------------------- | ------ | ------ | ------ | ------ | ------ | ------ |
| Bürgerbewegung                     | 8      | 50,6   | 8      | 55,8   | 3      | 25,8   |
| Dorfkultur e. V. Steinigtwolmsdorf | 3      | 27,2   | 1      | 12,6   | –      | –      |
| CDU                                | 3      | 22,1   | 4      | 26,6   | 8      | 51,4   |
| Linke                              | –      | –      | –      | 5,0    | 1      | 7,6    |
| Bürgerbewegung Ringenhain          | –      | –      | –      | –      | 2      | 15,2   |
| Wahlbeteiligung                    | 73,9 % | 73,9 % | 71,4 % | 71,4 % | 58,1 % | 58,1 % |

### Bürgermeister
Das Amt des Bürgermeisters begleitet seit 2020 Kathrin Gessel (CDU, BüBew).
| Wahl | Bürgermeister    | Vorschlag  | Wahlergebnis (in %) |
| ---- | ---------------- | ---------- | ------------------- |
| 2020 | Kathrin Gessel   | CDU, BüBew | 50,5                |
| 2019 | Lutz Förster     | BüBew      | 77,1                |
| 2012 | Guntram Steglich | Steglich   | 56,5                |
| 2005 | Guntram Steglich | BWSt       | 43,9                |
| 2001 | Peter Kynast     | F.D.P.     | 72,5                |

## Ortsname
1442 erfolgte in schriftlichen Quellen die erste Erwähnung von „Stenychtem Wolffersdorfe“. Der ursprüngliche Ortsname war im 16. Jahrhundert bereits abhandengekommen.
1512 nannte es der Bischof Johann IV. „Wuhnsdorf“, 1551 wird es als „Wolmannsdorf“ erwähnt. Im Jahre 1559 werden in einer Lehensurkunde „Steinigt Wolframsdorf“ und „Steinigtwolfersdorf“ erwähnt. 1594 findet sich die Schreibweise „Steinigt Wuhnsdorf“. 1700 wurde der Ortsname Steinichtwolmsdorf und ab 1900 „Steinigtwolmsdorf“ geschrieben.

## Ortsgliederung
Zur Gemeinde gehören die Ortsteile Ringenhain, Steinigtwolmsdorf und Weifa.
Bürgermeisterin ist seit 2020 Kathrin Gessel (CDU).

## Bildung
Die Gemeinde Steinigtwolmsdorf verfügt über eine Grundschule. Die Mittelschule des Ortes wurde 2001 geschlossen.

## Sprache
Entsprechend der Klassifizierung von Hans Klecker wird in den Dörfern der Gemeinde die westliche Variante der Oberlausitzer Mundart gesprochen. Hauptsächlich im Ortsteil Weifa ist die Besonderheit der sogenannten Kürzungsmundart zu beobachten. Anders als in anderen Gebieten der Oberlausitzer Mundart werden insbesondere, ähnlich wie im Bairischen, Vor- und Endsilben verkürzt, z. B. gwaast statt gewaasen für gewesen.

## Sehenswürdigkeiten

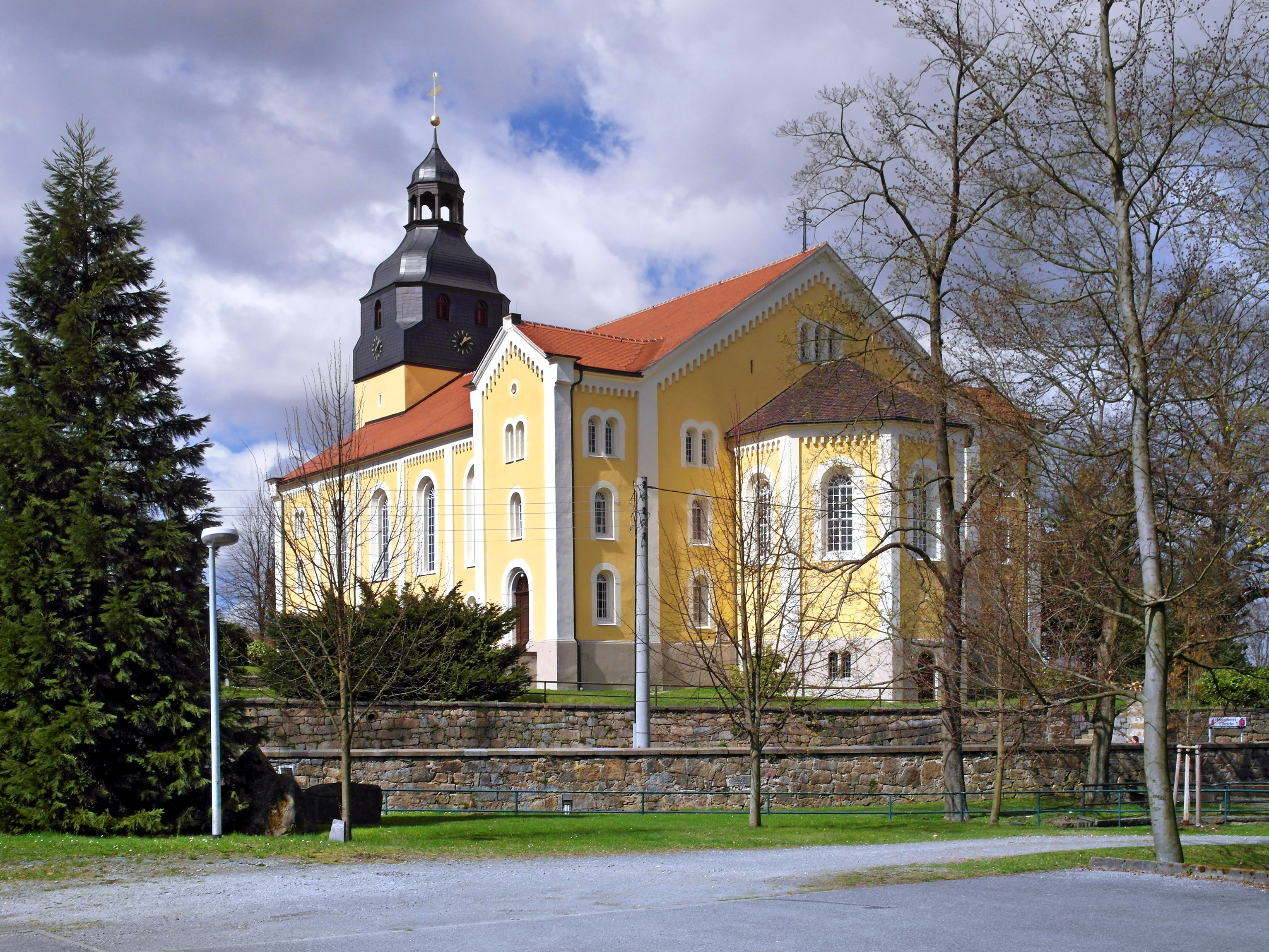
Kirche Steinigtwolmsdorf

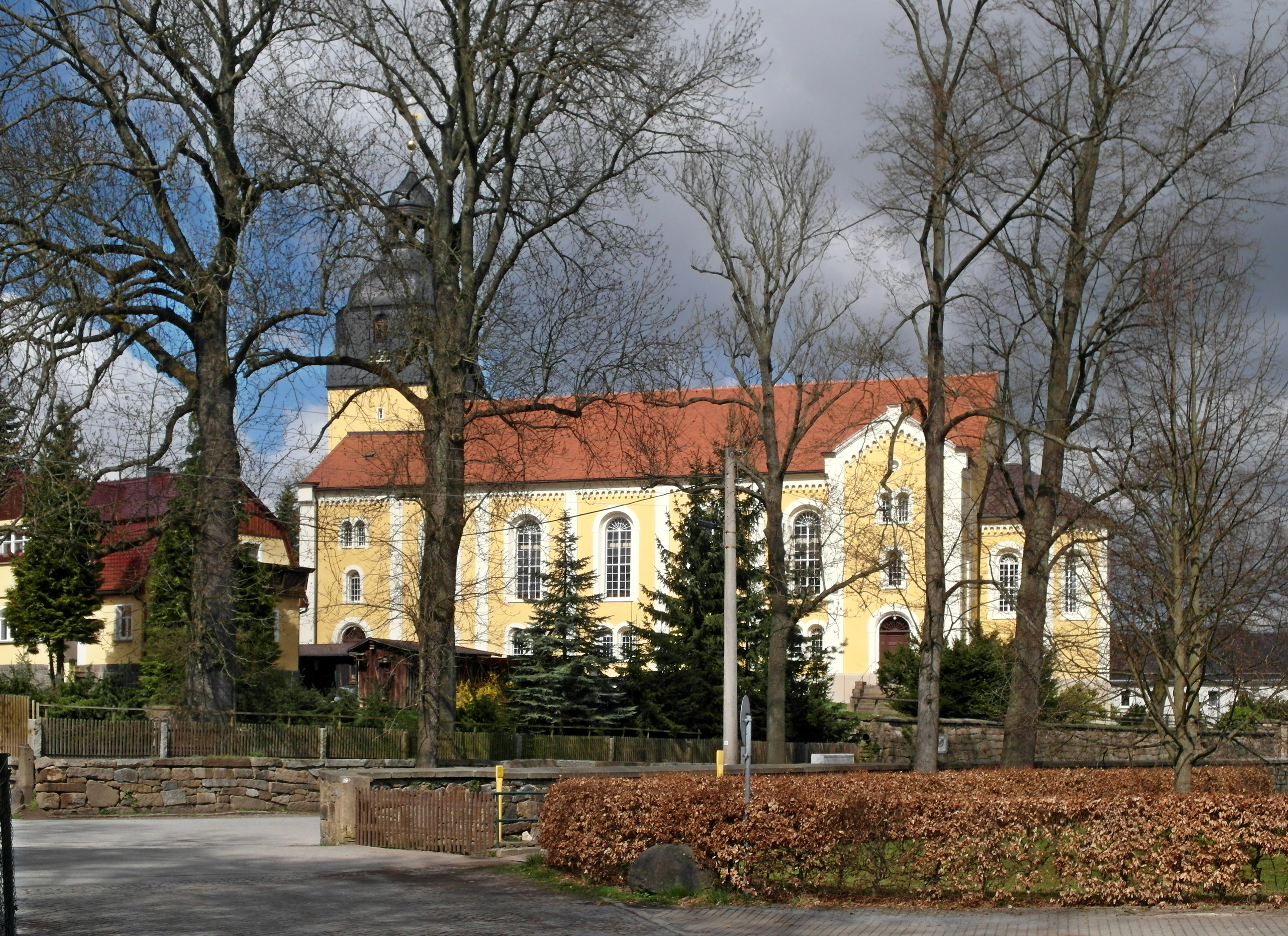
Kirche Steinigtwolmsdorf

Siehe auch: Liste von Kulturdenkmalen in Steinigtwolmsdorf
- Kirche Steinigtwolmsdorf von 1861[9][10]
- Schulmuseum
- kleinstes Umgebindehaus der Oberlausitz in Ringenhain
- Birkgutlinde, ca. 550 Jahre alt, Stammumfang 8,15 m
- Dorfensemble Weifa, höchster Ort der Oberlausitz mit vielen Umgebindehäusern
- Erlebnisbad Wasserwelt Steinigtwolmsdorf[11]
- Heimatmuseum in Weifa, Kammweg 21

### Naturschutz
- Siehe auch: Liste der Naturdenkmale in Steinigtwolmsdorf

## Persönlichkeiten
- Johann Michael Weiß (1648–1726), Theologe, wirkte einige Zeit als Pfarrer in Steinigtwolmsdorf
- Christoph Beyer (1653–1741), Architekt, kursächsischer Oberlandbaumeister
- Johann George Matthaei (1680–1759), lutherischer Geistlicher und Kirchenlieddichter
- Elias Augst (1775–1849), Maler, Erfinder mechanischer Figurentheater
- Gustav Hermann Schulze (1833–1901), Jurist, Justizrat am Amtsgericht Neusalza, Historiker und Heimatforscher der Oberlausitz
- Friedrich Wilhelm Thomas (1864–1929), Oberpfarrer in Gera[12]
- Alexander Pache (1878–1943), Lehrer und Autor
- Helmut Sieber (1908–1977), Jurist und Sachbuchautor
- Siegfried Hedusch (1925–2003), Kunstpädagoge und volkskünstlerischer Maler
- Friedrich Wolfgang Porsche (1928–2019), Agrarwissenschaftler
- Karlheinz Möbus (1938–2014), DDR-Diplomat